# Кребийон, Проспер
Проспер Жолио де Кребийон, в ряде источников Кребильон (фр. Prosper Jolyot de Crébillon; 1674—1762) — известный французский драматург.
Его первые трагедии «Смерть детей Брута» (La Mort des enfants de Brutus) и «Идоменей» (1705) успеха не имели. Затем последовали «Атрей и Фиест», «Электра», «Радамист и Зенобия», «Ксеркс», «Семирамида», «Пирр».
Избранный в 1731 году во Французскую академию, он произнес вступительную речь в стихах, характеризуя свою деятельность следующими словами: «Aucun fiel n’a jamais empoisonné ma plume» («Жёлчь никогда не отравляла моё перо»). В 1735 году получил место цензора. Маркиза де Помпадур старалась создать в Кребийоне соперника возрастающей славе Вольтера, оскорбившего фаворитку злыми эпиграммами. Враги Вольтера придумали формулу: «Корнель велик, Расин нежен, Кребийон трагичен», чтобы показать, что Вольтер не обладает ни одним из этих качеств.
После долгого перерыва Кребийон написал трагедию «Катилина». Пьеса была поставлена с большим блеском в 1742 году, но её успех был искусственным; написанная на ту же тему драма Вольтера «Rome Sauvée» совершенно уничтожила пьесу Кребийона. Последняя трагедия Кребийона, «Триумвират» (1754), была очень холодно встречена публикой, несмотря на то, что в предисловии автор ссылается на свой 81-летний возраст.
Кребийон обладал оригинальностью и широтой замысла, но любил изображать злодеев и злодейства, с энергией, часто переходившей в жёсткость. Соперничество его с Вольтером сопровождалось хорошими с виду отношениями, но Вольтер дал волю своей злобе в так называемой «Похвале Кребийону» (1762).